# Ace Combat: Joint Assault
Ace Combat: Joint Assault, chamado no Japão de Ace Combat X²: Joint Assault (エースコンバットX2 ジョイントアサルト), é um jogo eletrônico de simulação de combate aéreo desenvolvido pela Access Games e publicado pela Namco Bandai Games. É um título derivado da série Ace Combat e foi lançado exclusivamente para PlayStation Portable em 2010, sendo o primeiro título da série a se passar no mundo real.